# 코스마 시바 하겐
코스마 시바 하겐(Cosma Shiva Hagen, 1981년 5월 17일 ~ )은 독일, 미국의 배우이다. 펑크 록 가수 니나 하겐의 딸이다.

## 출연 작품
- 맨 케이브 (2014)
- 위니툰즈 (2009)
- 파이어 : 테러와의 전쟁 (2009)
- 바이블 코드 (2008)
- 스피드 레이서 (2008)
- 숏 오더 (2005)
- 일곱 난장이 (2004)